# Maison de Tante Léonie
La Maison de Tante Léonie è una casa trasformata in museo a ricordo dei soggiorni che vi passò Marcel Proust da bambino e che fornirono l'ispirazione per la casa della zia Léonie nel suo romanzo Alla ricerca del tempo perduto. La casa era abitata dagli zii paterni dello scrittore, Jules (1816-1912) ed Élisabeth (1828-1886) Amiot.
Nel 1954 la casa fu acquistata e trasformata in museo da Germaine Amiot, cugina di Proust, e allestita come Musée Marcel Proust da Philibert-Louis Larcher (1881-1972). Da allora diverse donazioni di mobili, manufatti, fotografie, ritratti, dipinti, cimeli, lettere e documenti appartenenti allo scrittore hanno riempito la casa e il suo giardino. Nel 1971 il paese, che in origine si chiamava solo Illiers, fu rinominato Illiers-Combray per decisione del Ministro dell'Interno Raymond Marcellin in occasione del centenario della nascita di Marcel Proust. L'inaugurazione ufficiale del museo con il nome attuale è stata celebrata nel 1972. Nel 1976, poco prima della sua morte, Germaine Amiot donò la proprietà alla "Société des Amis de Marcel Proust et des amis de Combray", che tuttora la gestisce.
La casa è aperta al pubblico durante i mesi estivi dalla mattina alla sera, e solo al pomeriggio nel resto dell'anno.